# Dichtclub (Groningen)
De Dichtclub is een groep dichters in en rond Groningen die op de eerste woensdag van de maand publiekelijk bijeenkomt om voor te lezen.
De club die (meestal) uit twaalf dichters bestaat, startte in 2003 op initiatief van Marleen Vermooten, Karel ten Haaf en Jan Strikwerda in het toenmalige café Marleen in de Kleine Pelsterstraat. De dichters dragen uit eigen werk voor, waarbij zij de 'verplichting' hebben ten minste één nieuw gedicht voor te lezen. Behalve bekende dichters, waarvan de meeste een of meerder bundels op hun naam hebben, doen ook 'aanstormende talenten' mee. Zo is het min of meer gebruikelijk dat de huisdichter van de RUG deel uitmaakt van de club. De club bestaat niet louter uit (stad)-Groninger dichters, zo is de toenmalige gemeentedichter van Emmen enige tijd lid geweest.
Iedere maand heeft de club een dichter te gast. Meestal is dat een dichter die in de belangstelling staat, zoals bij het uitbrengen van een bundel of het winnen van een prijs.
Ieder jaar geeft de club ter gelegenheid van Gedichtendag een gezamenlijke bundel uit.

## Prijs
In 2015 ontving café Marleen, als initiator van de Dichtclub en vergelijkbare groepen, de Kees van der Hoef-prijs.

## Leden
Leden en oud-leden van de Dichtclub zijn:
- Obe Alkema
- Rik Andreae
- Hedwig Baartman
- Sieger Baljon
- Jurre van den Berg
- Esmé van den Boom (stadsdichter 2024 - 2025)
- Annegreet Bos
- Machteld Brands
- Anneke Claus (stadsdichter, 2009 - 2010)
- Ellen Deckwitz
- Daniël Dee
- André Degen
- Jan Willem Dijk
- Trudy Dijkshoorn
- Sylvia Dragtstra
- Olivier van Eijk
- Eelke van Es (vm. gemeentedichter Emmen)
- Jan Glas (ook Groningstalig)
- Fieke Gosselaar (ook Groningstalig)
- Femke de Heer
- Karel ten Haaf †
- Myron Hamming (stadsdichter, 2021 - 2023)
- Jorrit-Pieter van der Heide
- Kees van der Hoef †
- Klaas Knillis Hofstra (ook in het Stellingwerfs)
- Hubert Klaver
- Ruth Koops van 't Jagt
- Sacha Landkroon
- Titia Lodewegen
- Erik Loeffen
- Renée Luth (stadsdichter, 2019 - 2020)
- Michael ter Maat
- Ton Meijer
- Laura Mijnders
- Sjoerd Jeroen Moenandar
- Stefan Nieuwenhuis (stadsdichter, 2011 - 2012)
- Richard Nobbe (vm. stadsdichter Oldambt)
- Arjen Nolles
- Joost Oomen (stadsdichter, 2013 - 2014)
- Coen Peppelenbos
- Jirke Poetijn
- Rachel Raetzer
- Maaike Rijntjes
- Ruth Ruijgers
- Robert Prijs
- Ileen Rook
- Viviane Rose
- Philip Rozema
- Rense Sinkgraven (stadsdichter 2007 - 2008)
- Pauline Sparreboom
- Hanne Stegeman
- Henrike Vellinga
- Leonie Veraar
- Jephta de Visser
- Lilian Zielstra (stadsdichter, 2017 - 2018)
- Harry Zijlstra